# Henri de Gondi (cardinal)
Pour les articles homonymes, voir Henri de Gondi.
Henri de Gondi,  dit le Cardinal de Retz, (1572 à Paris - 2 août 1622 à Béziers) est un évêque de Paris.

## Biographie
Henri de Gondi est né en 1572 à Paris, est le second fils d'Albert de Gondi, duc consort de Retz, pair et maréchal de France, et de Claude Catherine de Clermont de Vivonne, duchesse douairière de Retz et baronne de Dampierre.
Maitre de l'Oratoire du Roi, il devient évêque de Paris par la démission, en sa faveur, de son oncle Pierre de Gondi en 1598 et le restera jusqu'à sa mort, le 13 août 1622.
Il officie aux obsèques du roi Henri IV en 1610 puis se trouve aux États généraux de 1614.
Il est créé cardinal en 1618 par le pape Paul V. La même année, il devient seigneur de Marly.
Il conseille à Louis XIII la guerre contre les Huguenots et fait des Constitutions Synodales en 1608 et 1620.
Il convainc Pierre de Bérulle de créer la société de l'oratoire de Jésus pour réformer le clergé.
Il meurt le 13 août 1622 à Béziers. Lors de son rapatriement sur Paris, son corps séjourne, au soir du 10 septembre 1622, dans l'église paroissiale de Mondragon (Vaucluse), son corps étant ensuite enterré à Notre-Dame de Paris.

## Armoiries
| Armes | Blasonnement                                                                  |
| ----- | ----------------------------------------------------------------------------- |
|       | D'or, à deux masses d'armes de sable, passées en sautoir et liées de gueules. |

## Iconographie
- Portrait de Henri de Gondi par Gaultier